# Fredrik Lång
Fredrik Lång, född 9 mars 1947 i Närpes i Österbotten, är en finlandssvensk författare och filosof.

## Biografi
Lång disputerade 1986 vid Helsingfors universitet på avhandingen Det industrialiserade medvetandet: Arbete och rationalitet från Platon till Nietzsche.
Lång är en av sin generations mest begåvade finlandssvenska prosaister, som envetet går sin egen väg, ofta i protest mot kulturetablissemangets värderingar. Hans litterära produktion består av närmare 30 verk i form av idéromaner, essäer, aforismer och filosofiska verk.
Lång är känd som författare till:
- det stora idehistoriska verket Bild och tanke, som behandlar konstens och tänkandets parallellutveckling från antiken fram till Marcel Duchamp
- relationsromaner (Sommaren med Sue;  Kärlek utan nåd, Finska mannens sorg och Något som liknar en roman av Fredrik Lång),
- idéromaner om bl.a. Leonardo da Vinci (Bagges italienska resa) och Pythagoras (Mitt liv som Pythagoras)
- bygderomaner (Porttättet av direktör Rask, För några stockars skull)
- aforismer och vandringsessäer (I dessa tider, Hålla hus och Vägen, vandringen och livet)

Hans roman Dick, docenten och Jane (2009) recenserades av Fredrik Hertzberg som "proffsig och övertygande; skenbart legär, författad med pokeransikte, lakonisk och underfundig. [...] den lätta formen möjliggör att en kulturkritik som annars kunde ha stämplats som sur och konservativ ter sig som allt annat."
Lång är gift med författare Sunniva Drake och paret har tre barn.

## Priser och utmärkelser
- 1985 – Statens litteraturpris för Sommaren med Sue
- 1989 – Svenska litteratursällskapets pris för Porträttet av direktör Rask
- 1992 – Svenska litteratursällskapets pris för Bagges italienska resa
- 1995 – Svenska litteratursällskapets pris för I dessa tider
- 2002 – Finlandspriset
- 2002 – Längmanska kulturfondens pris
- 2004 – Svenska litteratursällskapets pris för Ryska kusinen
- 2006 – Svenska litteratursällskapets pris för Mitt liv som Pythagoras
- 2010 – Svenska litteratursällskapets pris för Dick, Docenten och Jane
- 2021 – Tollanderska priset för Geosofi eller Bilder på en utställning: En idéhistorisk resa genom en världsdel.[5]